# Julian Ovenden
Julian Ovenden est un acteur et chanteur britannique né le 29 novembre 1976 à Sheffield en Angleterre.

## Filmographie

### Cinéma
- 2008 : Date (Court métrage)
- 2010 : First Night (en) : Tom
- 2010 : I Do : Hugo (Court métrage)
- 2014 : Allies (en) : Capitaine Gabriel Jackson
- 2015 : Colonia : Roman Breuer
- 2016 : Les Confessions : Matthew Pride
- 2018 : Made in Italy de Luciano Ligabue

### Télévision
| Année     | Titre français                           | rôle                             | note        |
| --------- | ---------------------------------------- | -------------------------------- | ----------- |
| 2002      | Quand Jack rencontre Amy                 | Matt                             | Téléfilm    |
| 2002-2003 | La Dynastie des Forsyte                  | Val Dartie                       | 6 épisodes  |
| 2002-2008 | Les Enquêtes de Foyle (Foyle's War)      | Andrew Foyle                     | 7 épisodes  |
| 2003      | The Royal                                | Dr David Cheriton                | 15 épisodes |
| 2004      | A Christmas Carol (en)                   | Fred Anderson                    | Téléfilm    |
| 2005      | Hercule Poirot                           | Michael Shane                    | 1 épisode   |
| 2005-2006 | Related                                  | Jason                            | 13 épisodes |
| 2006      | Laws of Chance                           |                                  | 1 épisode   |
| 2006      | Charmed                                  | Novak                            | 1 épisode   |
| 2008      | Cashmere Mafia                           | Eric Bürden                      | 7 épisodes  |
| 2010      | Any Human Heart (en)                     | Ernest Hemingway                 | 3 épisodes  |
| 2011      | Inspecteur Barnaby                       | Ben Viviani                      | 1 épisode   |
| 2013      | Smash                                    | Simon et John Fitzgerald Kennedy | 4 épisodes  |
| 2013-2014 | Downton Abbey                            | Charles Blake                    | 9 épisodes  |
| 2014      | Cosmos : Une odyssée à travers l'univers | Michael Faraday                  | 1 épisode   |
| 2014      | Person of Interest                       | Jeremy Lambert                   | 3 épisodes  |
| 2014      | The Assets                               | Gary Grimes                      | 5 épisodes  |
| 2020      | La Chronique des Bridgerton              | Sir Henry Granville              | 4 épisodes  |